# Премия имени Юрия Казакова
Премия имени Юрия Казакова — литературная премия журнала «Новый мир», учреждённая в 2000 году в честь советского писателя Юрия Казакова, по случаю 75-летия со дня его рождения и двадцатилетия со дня его смерти. Заявлялась как премия за лучший рассказ года в России. Конкурс был открыт для всех печатных изданий на русском языке, но по его итогам побеждали авторы только московских толстых журналов (преимущественно самого «Нового мира», а также «Знамени»).
Координатором премии был главный редактор журнала «Новый мир» Андрей Василевский. Кроме того, для контроля над премиальными решениями в жюри премии входило не менее двух членов редакции «Нового мира» (один из них назначался председателем жюри).
Премия им. Юрия Казакова финансировалась Благотворительным резервным фондом. В 2012 году присуждение премии было приостановлено, по заявлению организаторов — «по техническим причинам».

## Лауреаты
- 2000 — Игорь Клех, «Псы Полесья» (в журнале «Дружба народов»);
- 2001 — Виктор Астафьев, «Пролётный гусь» (в журнале «Новый мир»);
- 2002 — Асар Эппель, «В паровозные годы» (в журнале «Знамя»);
- 2003 — Ирина Полянская, «Утюжок и мороженое» (в журнале «Знамя»);
- 2004 — Борис Екимов, «Не надо плакать» (в журнале «Новый мир»);
- 2005 — Александр Иличевский, «Воробей» (в журнале «Новый мир»);
- 2006 — Афанасий Мамедов, «Бекар» (в журнале «Октябрь»);
- 2007 — Наталья Ключарёва, «Один год в Раю» (в журнале «Новый мир»);
- 2008 — Ольга Славникова, «Сёстры Черепановы» (в журнале «Саквояж СВ»);
- 2009 — Олег Ермаков, «Лёгкий поток» (в журнале «Октябрь»);
- 2010 — Максим Осипов, «Москва—Петрозаводск» (в журнале «Знамя»);
- 2011 — Николай Кононов, «Аметисты» (в журнале «Знамя»).[5][6]

## Финалисты (шорт-лист)
- 2000 — Марина Вишневецкая («Вот такой гобелен»), Юрий Гончаров («Командировка в безумие»), Нина Горланова и Вячеслав Букур («Случай на Радоницу»), Игорь Клех («Псы Полесья»), Леонид Костюков («Верховский и сын»), Емельян Марков («Снег»), Александр Яковлев («По согласию сторон»).
- 2001 — Виктор Астафьев («Пролётный гусь»), Марина Вишневецкая («Т. И. Н. (Опыт сада)»), Николай Кононов («Микеша»), Владимир Маканин («Однодневная война»), Михаил Тарковский («Замороженное время»), Евгений Шкловский («Улица»).
- 2002 — Михаил Бутов («В карьере»), Марина Вишневецкая («Опыт принадлежания»), Дмитрий Галковский («Святочный рассказ № 7»), Владимир Маканин («Неадекватен»), Иван Плужников («Мёртвое зерно»), Асар Эппель («В паровозные годы»).
- 2003 — Юрий Горюхин («Канцелярский клей Августа Мебиуса»), Владимир Маканин («Могли ли демократы написать гимн…»), Афанасий Мамедов («Письмо от Ларисы В.»), Ирина Полянская («Утюжок и мороженое»), Дмитрий Притула («Счастливый день»), Сергей Солоух («Метаморфозы»).
- 2004 — Василий Голованов («Эти квартиры»), Денис Гуцко («Осенний человек»), Борис Евсеев («Слух»), Борис Екимов («Не надо плакать»), Борис Иванов («Ночь длинна и тиха, пастырь режет овец»), Сергей Солоух («Свет»).
- 2005 — Ильдар Абузяров («Почта», «Мавр»), Юрий Горюхин («Переходный возраст»), Александр Иличевский («Воробей»), Денис Осокин («Новые ботинки»), Сергей Солоух («Окисление»).
- 2006 — Аркадий Бабченко («Аргун»), Светлана Василенко («Город за колючей проволокой»), Олег Зайончковский («Любовь после „Дружбы“»), Станислав Иванов («Лейтенант Осуги: поэт и авиатор»), Афанасий Мамедов («Бекар»), Роман Сенчин («Персен»).
- 2007 — Дмитрий Бавильский («Мученик светотени»), Наталья Ключарёва («Один год в Раю»), Захар Прилепин («Грех»), Ольга Славникова («Басилевс»), Лев Усыскин («Длинный день после детства»), Асар Эппель («Дурочка и грех»).[3]
- 2008 — Сухбат Афлатуни («Проснуться в Ташкенте»), Владимир Березин («Веребьинский разъезд (из цикла „Ностальгия“)»), Лариса Бортникова («Гарнизон Алые Паруса»), Ирина Василькова[* 1] («Стрелка»), Мария Лосева («Репетитор»), Ольга Славникова («Сёстры Черепановы»).
- 2009 — Марина Бувайло («Улики»), Георгий Давыдов («Как избавиться от сверчков»), Олег Ермаков («Лёгкий поток»), Николай Климонтович («Эльдорадо»), Артур Кудашев («Красная директория»), Моше Шанин («Дом № 3, или Чёрный день»).
- 2010 — Юрий Буйда («Юдо любви»), Алиса Ганиева («Шайтаны»), Артур Кудашев («Подлинная история ресторана „Землянка“»), Елена Одинокова («Жених»), Максим Осипов («Москва—Петрозаводск»), Герман Садулаев («Морозовы»).[7]
- 2011 — Всеволод Бенигсен («Глебов-младший»), Марина Вишневецкая («Бабкин оклад»), Ксения Драгунская («Куртка Воннегута»), Николай Кононов («Аметисты»), Анна Матвеева («Обстоятельство времени»), Леонид Юзефович («Поздний звонок»).[5]

## Критика
Премия подвергалась критике за то, что не отражает состояние малой прозы на русском языке, за некомпетентность оценок жюри и цеховую коррумпированность («междусобойчик»). 

Обычный для состояния современной премиальной ситуации междусобойчик: Андрей Василевский (главред «Нового мира» и куратор премии) и Сергей Чупринин (главред «Знамени») попросту отрезали себе самые большие куски от лонг-листёрского пирога. Что ж, приятного аппетита, но отражает ли их выбор и выбор уважаемого экспертного жюри состояние «малой прозы»?

В 2010 году в Нью-Йорке была учреждена альтернативная премия за рассказ для русскоязычных авторов со всего мира, с попыткой независимой литературной оценки произведений — Премия имени О. Генри «Дары волхвов».